# Shahrestān di Jolfa
Lo shahrestān di Jolfa (farsi شهرستان جلفا) è uno dei 19 shahrestān dell'Azarbaijan orientale, in Iran. Il capoluogo è Jolfa. Lo shahrestān è suddiviso in 2 circoscrizioni (bakhsh):
- Centrale (بخش مرکزی)
- Siah Rud (بخش سيه رود)

## Luoghi d'interesse
All'estremo nord-ovest dello shahrestān, dove scorre il fiume Aras, al confine con l'Azarbaijan occidentale e la Repubblica Autonoma di Nakhchivan (exclave dell'Azerbaigian), si trova l'antico monastero armeno di Santo Stefano (38°58′45.75″N 45°28′23.71″E), che fa parte dei complessi monastici armeni in Iran, inclusi, nel luglio del 2008, nella lista del Patrimonio dell'umanità dell'UNESCO assieme al Monastero di San Taddeo e alla Cappella di Dzordzor.